# Duco Sickinghe
Duco Willem Sickinghe (Driebergen, 19 maart 1958) is een Nederlandse ondernemer en telg uit het Nederlands oud adellijke geslacht Sickinghe. 
Sickinghe was van 2001 tot 2013 CEO van het Belgische telecommunicatiebedrijf Telenet. 

## Biografie
Sickinghe, telg uit het Nederlands oud adellijke Groningse regentengeslacht Sickinghe, werd geboren als zoon van jhr. mr. Feyo Onno Joost Sickinghe (1928-2008) en Marguerite Cornélie van Eeghen (1928-2016). Zijn vader was twintig jaar lang voorzitter van de raad van bestuur van de Verenigde Machinefabrieken-Stork en gold tussen de jaren '70 en '90 als een van de invloedrijkste personen van het Nederlandse zakenleven. Zijn moeder stamde uit het Amsterdamse patriciërsgeslacht Van Eeghen en was filantrope en bestuurslid van organisaties op het gebied van zorg, welzijn, cultuur en politiek. Hij is de broer van Wilhelmine (Ina) Jeanne Mathilde Elisabeth Sickinghe (1956), echtgenote van Henri Giscard d’Estaing; CEO van Club Med en oudste zoon van de 20e President van de Franse Republiek Valéry Giscard d'Estaing.  
Duco is een kleinkind van de jonkheer Duco Wilhelm Sickinghe (1888-1986), luitenant-kolonel der artillerie, ordonnansofficier van koningin Wilhelmina en bestuurder van maatschappelijke organisaties. De jonkvrouw Cornélie Jeanne Louise Mathilde Sickinghe, gouvernante van de prinsessen Beatrix en Irene, peetmoeder van prins Constantijn der Nederlanden en echtgenote van jhr. Arnout Jan de Beaufort is zijn tante. Duco is daarnaast een volle neef van prof. jkvr. dr. Inez Duconia de Beaufort, Nederlands hoogleraar gezondheidsethiek.  
Sickinghe studeerde rechten aan de Rijksuniversiteit Utrecht en behaalde een master in civiel en commercieel recht. In 1984 behaalde hij een MBA aan de Columbia University in New York, waarna hij als Summer Associate bij McKinsey & Company aan de slag ging.  

## Carrière
Sickinghe begon zijn werkzaamheden in 1985 als Senior Financial Analyst bij Hewlett-Packard Europa in Genève. In 1987 werd hij European Product marketing manager (HP Laserjet products) in Böblingen, Duitsland. Twee jaar later werd hij Channel Development Manager van het bedrijf in Genève. 
In november 1990 werd hij vanuit Frankrijk Vice-president Marketing (Europa) van het door Steve Jobs opgerichte bedrijf NeXT Computer. Nog geen 15 maanden later werd hij benoemd tot General Manager van NeXT Computer Frankrijk. Hij verhuisde naar Parijs. In zijn jaren bij NeXT werkte hij nauw samen met Jobs. Na zijn tijd bij NeXT was Sickinghe president en co-founder van Software Direct. Twee jaar later, in 1995 werd hij manager Sales en Distribution bij Wolters Kluwer in Nederland. In 1998 werd hij Managing Director bij Kluwer B.V. 
In 2001 werd hij partner van Callahan Associates, dat aanvankelijk aandeelhouder was van Telenet. In datzelfde jaar werd hij benoemd tot CEO van Telenet, dat groeide nadien tot meer dan een miljoen klanten.
In september 2010 werd Sickinghe genoemd als nieuwe CEO van KPN, waar hij de opvolger van Ad Scheepbouwer zou worden. Onmiddellijk kwam de ontkenning van de betrokkene.
Begin 2012 werd hij verkozen tot Manager van het Jaar van het jaar 2011. De jury loofde de periode van groei en innovatie die het telecombedrijf meemaakte sinds de Nederlander aan het roer stond van Telenet.

## Ontslag
In maart 2013 nam Sickinghe ontslag bij Telenet, in juni deed zijn CFO Renaat Berckmoes hetzelfde. Dezelfde dag in juni maakten beiden bekend dat ze een eigen bedrijf zouden oprichten. Fortino Capital werd een consulterend bedrijf voor kmo's. Op 12 augustus 2014 werd de Fortino School Foundation opgericht, een stichting die tot doel heeft jonge ondernemers te scholen.
In september 2013 werd hij adviseur bij CVC Capital Partners. Hij geeft er advies over investeringen in de Benelux en in de telecomsector.
Sickinghe werd in april 2014 lid van de raad van commissarissen van KPN, in april 2015 werd hij voorzitter van die raad. In het voorjaar van 2022 trad Sickinghe na zijn tweede termijn als voorzitter terug en werd hij opgevolgd door Gerard van de Aast.